# Manfredo Fanti
Manfredo Fanti, född 23 februari 1806 i Carpi, död 5 april 1865 i Florens, var en italiensk militär.
Fanti utgick som ingenjörofficer ur krigsskolan, deltog i 1831 års resning mot österrikarna, men blev under flykten från Ancona tillfångatagen. År 1832 ställdes han, genom fransk bemedling, på fri fot och gick därefter i fransk samt 1835 i spansk tjänst och deltog med utmärkelse i kriget mot carlisterna. År 1848 kom han tillbaka till Italien och blev chef för den lombardiska försvarskommissionen. Kort efteråt trädde han i sardinsk tjänst, var 1849 brigadgeneral under Gerolamo Ramorino, sändes 1855 till Krimkriget, deltog i slaget vid Tjernaja, förde i andra italienska frihetskriget 1859 som generallöjtnant en piemontesisk division, fick efter fredsslutet högsta kommandot över de mellersta italienska staternas trupper och visade sig på den platsen som en skicklig organisatör. Under tiden januari 1860 till juni 1861 var han krigsminister under Camillo di Cavour, förberedde därunder på mycket kort tid tåget till Kyrkostaten och södra Italien samt övertog 1862 befälet över armékåren i Florens.

## Fotnoter
1. ↑  Dizionario Biografico degli Italiani, 1960, Dizionario Biografico degli Italiani: manfredo-fanti, läs online, läst: 28 september 2021.[källa från Wikidata]
2. ↑  läs online, storia.camera.it  , läst: 8 maj 2019.[källa från Wikidata]